# Zaj
Zaj (russisk: Зай, tatarisk: Зәй, tr. Zäy) er en flod i Tatarstan i Rusland. Den er en venstre biflod til Kama og er 270 km lang, med et afvandingsområde på 5.020 km². Den begynder nær bosætningen Mikhajlovka og munder ud i Kama på 53 moh, 7 km sydvest for Nizjnekamsk.
Byerne Zainsk og Almetevsk ligger ved Zaj.
55°35′28″N 51°39′49″Ø / 55.5911°N 51.6636°Ø